# Bonsai Kitten
Bonsai Kitten era um site de boato que pretendia instruir os leitores sobre como criar um gatinho em um pote de vidro, de modo a moldar os ossos do gatinho na forma do pote enquanto o gato cresce da mesma forma que uma planta de bonsai. Foi feito por um estudante do Massachusetts Institute of Technology (MIT) que usava o pseudônimo de Dr. Michael Wong Chang. O site gerou fúria com muitas pessoas levando a sério e reclamando para organizações de direitos dos animais. A Michigan Society for the Prevention of Cruelty to Animals (MSPCA) afirmou que "embora o conteúdo do site possa ser falsificado, o problema pelo qual está fazendo campanha pode criar violência contra os animais". Embora o site esteja fechado, ainda circulam petições para fechar o site ou reclamar com seu ISP. O site foi desmascarado por várias organizações, incluindo Snopes.com e a Humane Society of the United States.

## Preocupações sobre o site
Em 30 de outubro de 2000, BonsaiKitten.com foi apresentado como um "Site Cruel do Dia" no site Cruel.com. Quando isso atraiu reclamações, Cruel.com removeu seus links para BonsaiKitten.com. Depois, no entanto, quando os links para o site BonsaiKitten.com se espalharam pelo mundo, muitos amantes de animais preocupados enviaram reclamações ao Animal Welfare Institute e à Humane Society of the United States. Grupos de bem-estar animal fizeram declarações dizendo que os gatinhos bonsai não eram reais. A URL atraiu críticas, o que fez com que o host inicial, MIT, a removesse.

## Descrição da farsa

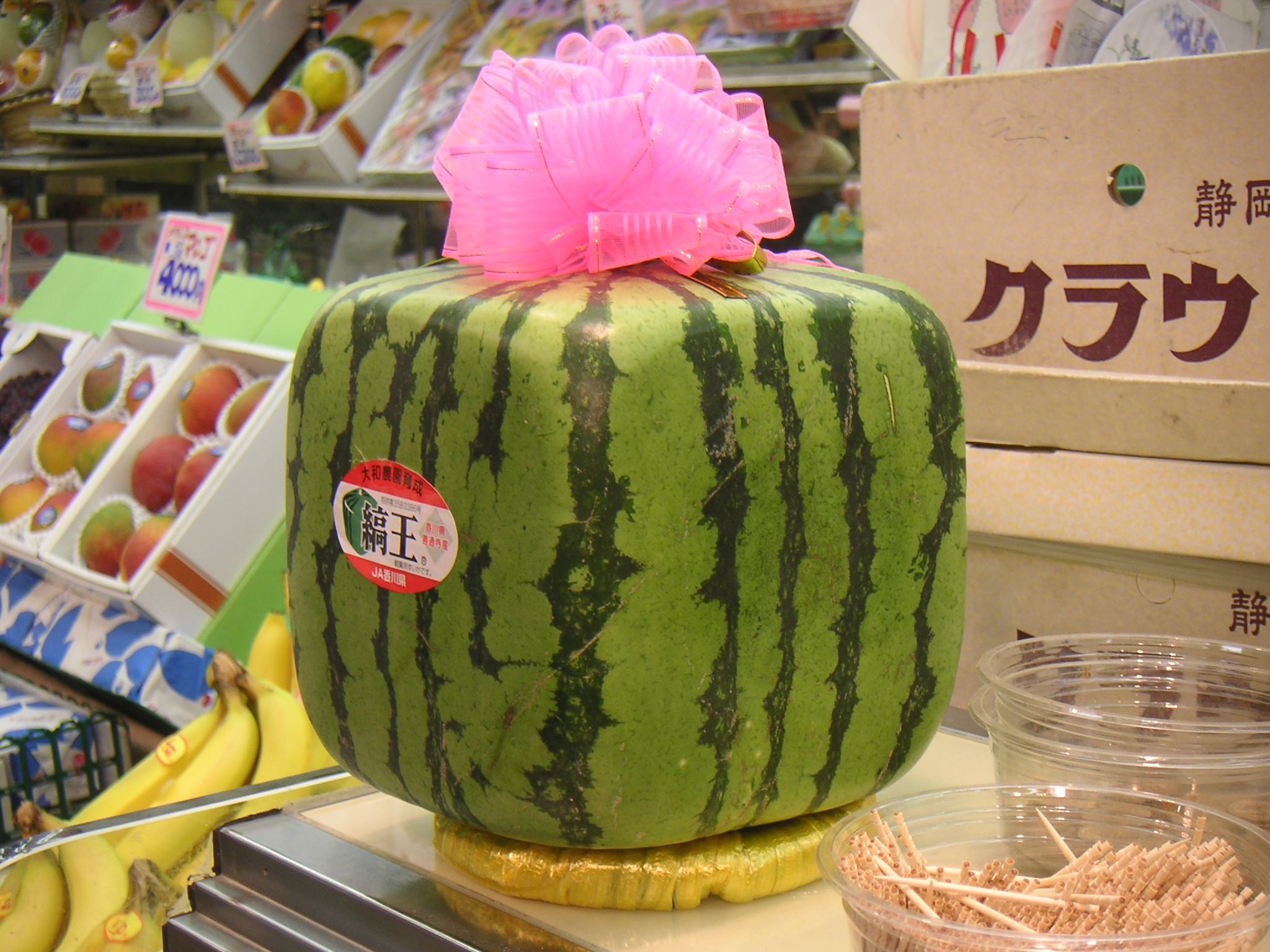
Melancia quadrada. A melancia quadrada foi posteriormente considerada pelo criador do site como influente na criação do BonsaiKitten.com. As melancias quadradas são cultivadas em potes de modo a formar uma forma quadrada.

As fotos de BonsaiKitten.com mostram gatinhos em potes, apresentados como exemplos reais da "arte perdida", conforme descrito na página da web Bonsai Kitten. A farsa, de acordo com o "Dr. Chang", é que o mundo vê cada vez mais a natureza como uma mercadoria, então tal site pode muito bem estar em demanda. A farsa chamou a atenção em grande escala como o "site cruel do dia" para 22 de dezembro de 2000, foi continuamente fortemente condenado por organizações de direitos dos animais e, depois que centenas de pessoas reclamaram diariamente com eles, eles afirmaram que, mesmo que o Bonsai Kitten fosse uma farsa que "incentiva a crueldade animal".
A página apresentada no site cruel.com foi significativamente controversa e foi rapidamente removida. Declarações iniciais da sociedade humanitária condenando o site como "abuso encorajador" causaram investigação local, junto com um anúncio do FBI de que era para investigar a farsa. A acusação do site pelo FBI foi bem recebida por ativistas dos animais, mas condenada pelas autoridades da web. O FBI apoiou sua investigação do Bonsai Kitten usando uma lei assinada pelo presidente Bill Clinton em 1999. O ataque ao site BonsaiKitten.com teve o efeito de deslocar o site, que encontrou um novo ISP mais duas vezes, antes de ser hospedado permanentemente nos servidores do Rotten.com. Como o site ainda é mantido em alguns mirrors, ele continua recebendo reclamações de ativistas pelos direitos dos animais.
O furor sobre o site desencadeado por organizações de direitos dos animais foi compensado por suas declarações contínuas de que o próprio site é falso. Eles vêm afirmando isso desde 2001.
Grupos como o Animal Welfare Institute e a Humane Society of the United States receberam centenas de reclamações. Grupos de bem-estar animal declararam o site como falso, mas afirmaram acreditar que era potencialmente prejudicial. Outros grupos de direitos dos animais afirmaram que o site cria uma atmosfera de crueldade contra os animais. Não há evidências de que o site fosse algo mais do que uma sátira. Várias autoridades aconselharam as pessoas a parar de enviar formulários de reclamação por e-mail.
O bonsaikitten.com original tem muitos mirrors. A natureza e apresentação do conteúdo do site é tal que muitos ativistas dos direitos dos animais ainda questionam o contexto do site. O Bonsai Kitten foi atualizado a partir de outros servidores, mas com pouca frequência e lentamente, com adições recentes ao site sendo pesquisas indicando que a caixa de areia do gato causa lesão cerebral. O site afirma que isso aumenta o valor prático da forma de arte Bonsai Kitten.
A controvérsia começou logo após a criação do site BonsaiKitten.com. Foi objeto de inúmeros pedidos de e-mail de spam. Esses apelos dependiam do público, muitas vezes sem saber inglês, para divulgá-los. Consequentemente, essas petições eram frequentemente divulgadas pela Internet em países não anglófonos. O Blues News também forneceu um link, que logo foi removido do site, pois começaram a surgir reclamações contra a existência do site e seu conteúdo.